# Vaga (folyó)
A Vaga (oroszul: Вага) folyó Oroszország európai részén, a Vologdai- és az Arhangelszki területen; az Északi-Dvina legnagyobb bal oldali mellékfolyója.

## Földrajz
Hossza: 575 km, vízgyűjtő területe: 44 800 km², évi közepes vízhozama (Segovari falunál): 384 m³/s.
A Vologdai terület központi részén elterülő mocsarakban ered, majd az Arhangelszki terület központi részén folyik végig észak, északkelet felé. Uszty-Vaga falu mellett ömlik az Északi-Dvinába. A tajga övben, végig sík, többnyire erdővel borított területen halad. 
November közepén befagy és április végén szabadul fel a jég alól. Magas vízállásnál Velszktől a torkolatig hajózható; további kikötő az alsó szakasz jobb partján elterülő Senkurszk. 
A folyó völgyének szinte teljes hosszában halad a Vologdát és Arhangelszket összekötő M-8 jelű („Holmogori”) autóút. Velszk vasúti hídján vezet át a folyón a Konosa–Kotlasz vasúti fővonal.

## Mellékfolyók
- Legnagyobb mellékfolyója a jobb oldali Usztyja (477 km, vízgyűjtő területe: 17 500 km²), és jelentős a szintén jobbról érkező Kuloj (206 km).
- Bal oldali mellékfolyói közül legnagyobb a Vel (223 km), a torkolatánál épült Velszk város névadója.